# Louis Le Breton

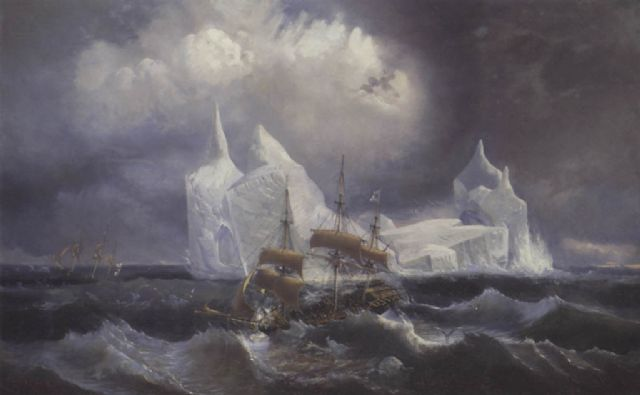
Els vaixells francesos Astrolabi i Zélée, per Le Breton

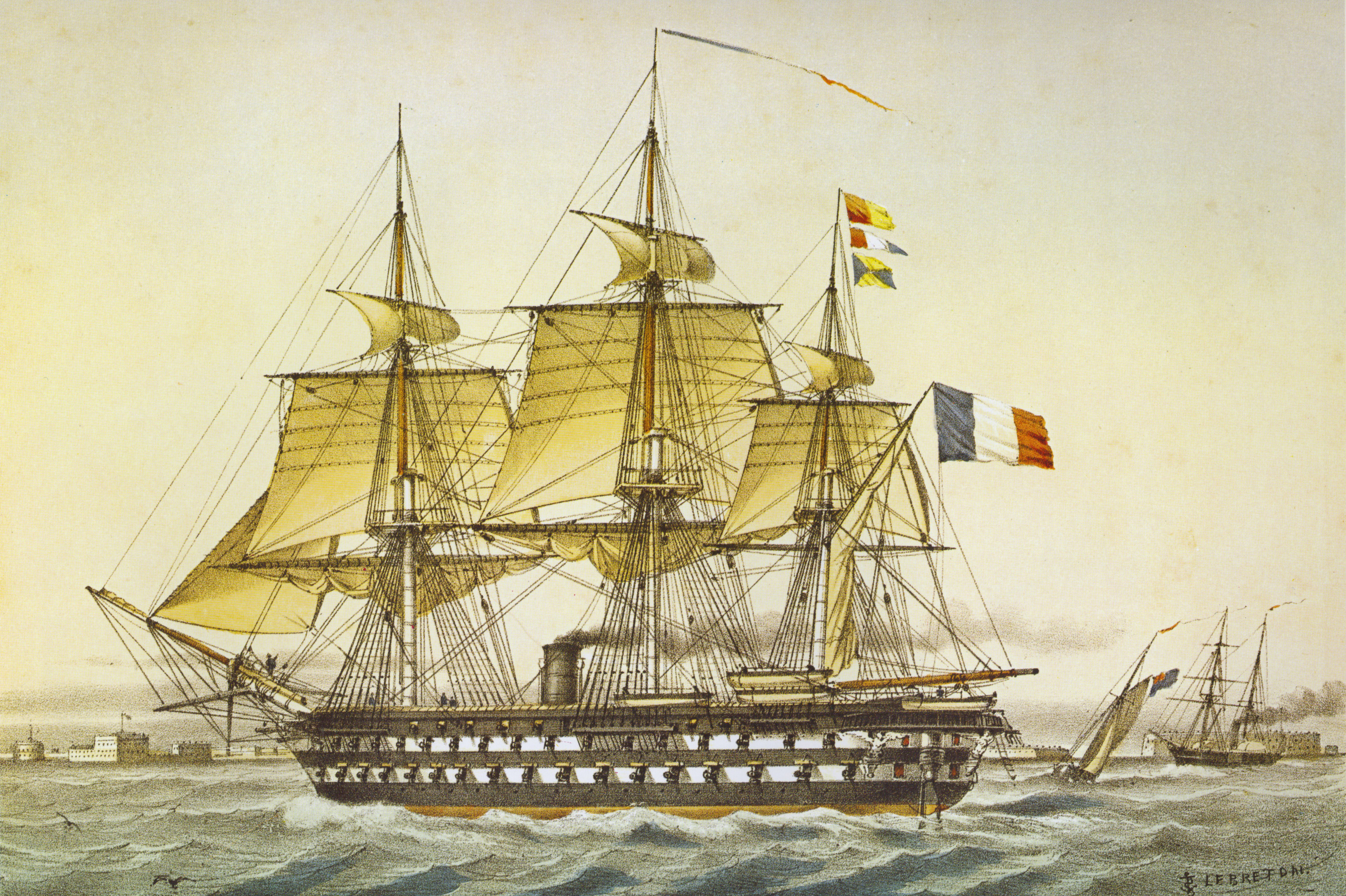
Austerlitz, per Le Breton.

Louis Le Breton (Douarnenez, 1818 – 1866) va ser un pintor francès que es va especialitzar en pintures de marina.
Le Breton va estudiar medicina i va prendre part al segon viatge de Dumont d'Urville a bord de l'Astrolabi. Després que va morir l'il·lustrador oficial, Le Breton el va substituir.
Des de 1847 es va dedicar exclusivament a representar temes de marina per a la Marina Nacional francesa.